# Sucesos del Teatro Villanueva

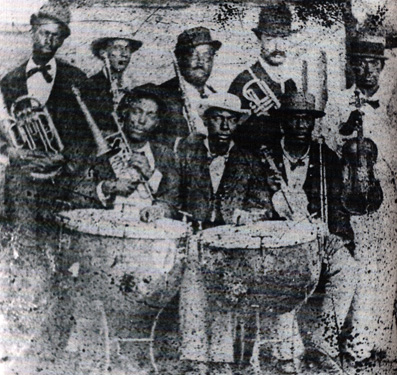
La orquesta "Orquesta Flor de Cuba", que se encontraba tocando en el Teatro Villanueva de La Habana cuando fue atacado por el Cuerpo de Voluntarios al inicio de la guerra de los Diez Años.

El teatro Villanueva, instalación de prestigio cultural en La Habana, Cuba, se encontraba ubicado en el área comprendida entre las calles Zulueta, Colón, Morro y Refugio.

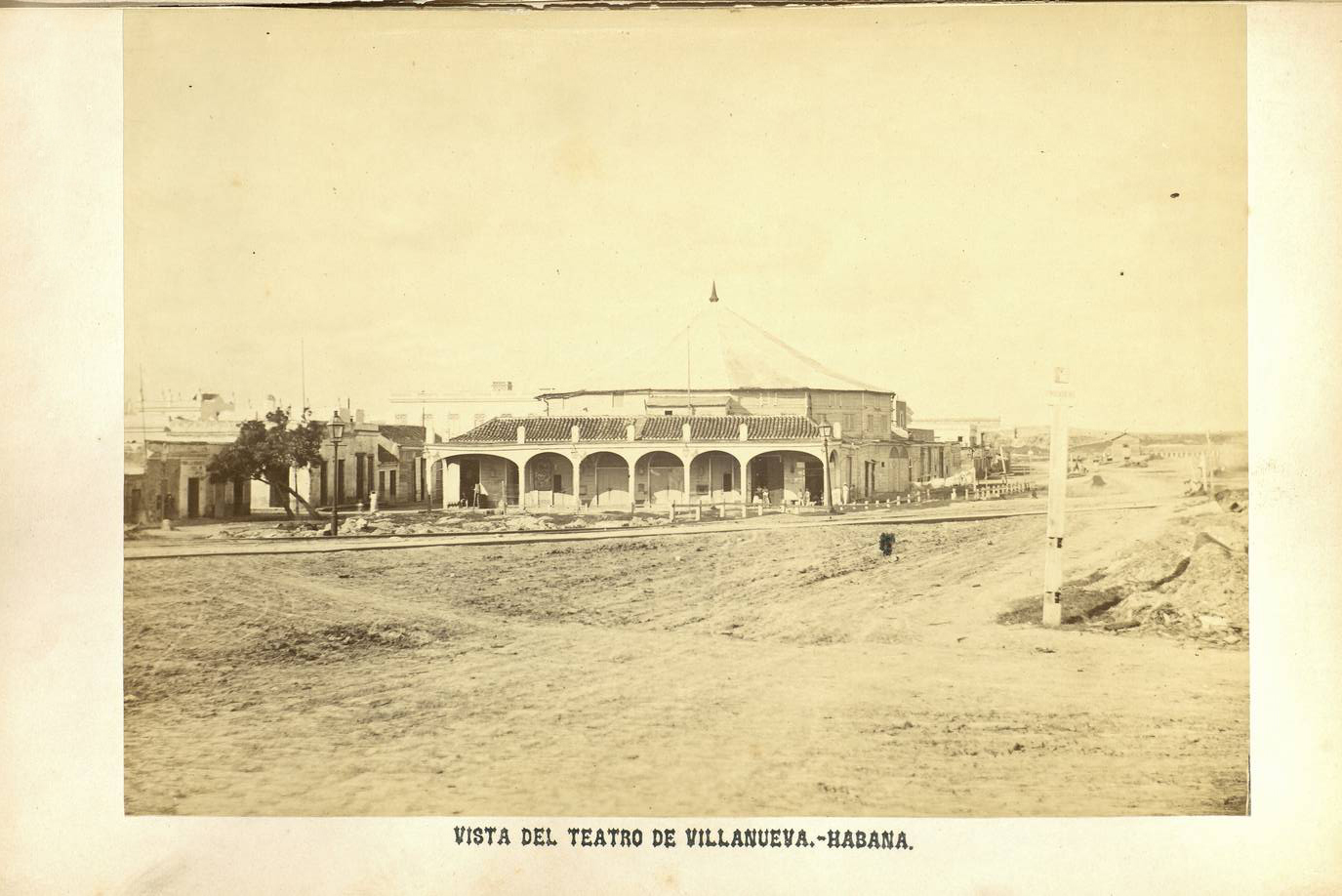
Vista del teatro de Villanueva (c. 1872)

El día 22 de enero de 1869 dicho teatro presentó una compañía de Bufos, la cual ofreció una función a la que asistieron varios simpatizantes del movimiento independentista cubano apenas iniciado cien días atrás en La Demajagua. El objetivo de la función era recaudar fondos para apoyar la lucha independentista de los cubanos.
Al término de la obra se escucharon en el teatro varias exclamaciones como "Viva Céspedes" y "Viva Cuba Libre", aclamaciones que evidenciaron la simpatía por parte de los autores de dichos gritos con la causa cubana. Los integrantes del Cuerpo de Voluntarios, fuerza militar auxiliar del gobierno colonial español, que estaban presentes en los alrededores del teatro, dieron comienzo a un intercambio de balas que se generalizó por toda la ciudad, lo cual ocasionó varios muertos y heridos, llevándose a cabo en los días posteriores varios registros y detenciones. Entre los detenidos se encontraba Rafael María de Mendive, maestro de José Martí.
- Datos: Q6135038